# Arcoppia inaequirostris
Arcoppia inaequirostris är en kvalsterart som beskrevs av Sandór Mahunka 1999. Arcoppia inaequirostris ingår i släktet Arcoppia och familjen Oppiidae. Inga underarter finns listade i Catalogue of Life.